# Danny Bejarano
Pour les articles homonymes, voir Bejarano.
Danny Bryan Bejarano Yañez, né le 3 janvier 1994 à Santa Cruz de la Sierra, est un footballeur international bolivien qui évolue au poste de milieu de terrain.

## Carrière
Bejarano est formé à l'Oriente Petrolero et intègre l'équipe professionnelle en 2012. Le 6 avril 2012, il joue son premier match avec l'équipe nationale bolivienne, contre le Brésil dans le cadre d'un match amical.